# Delphinium centeteroides
Delphinium centeteroides là một loài thực vật có hoa trong họ Mao lương. Loài này được (Brühl) Munz mô tả khoa học đầu tiên năm 1967.